# Los Angeles Open 1979
Il Los Angeles Open 1979 è stato un torneo di tennis giocato sul sintetico indoor a Los Angeles negli Stati Uniti. È stata la 53ª edizione del torneo, che fa parte del Colgate-Palmolive Grand Prix 1979. Si è giocato dal 17 al 23 settembre 1979.

## Campioni

### Singolare
Peter Fleming ha battuto in finale  John McEnroe con il punteggio di 6–4 6–4

### Doppio
Marty Riessen / Sherwood Stewart hanno battuto in finale  Wojciech Fibak /  Frew Donald McMillan con il punteggio di 6–4, 6–4